# 猪名部百世
猪名部 百世 （いなべ の ももよ、生没年不詳）は奈良時代（8世紀中頃）の人物。工人、官僚。氏は猪奈部・為奈部とも記す。

## 出自
「猪名部」は木工を専業とした職業部（品部）で『日本書紀』巻第十に、応神天皇の時の官船「枯野」のエピソードがあり、始祖にまつわる話を載せている。伊勢国・伊賀国・摂津国に多く見られる。

## 経歴
伊賀国（現在の三重県北西部）の人。造東大寺司の工人で東大寺大仏造立に従事する。東大寺盧舎那仏像は752年（天平勝宝4年）に開眼した。758年（天平宝字2年8月28日）の「造東大寺司解」に木工寮長上工(＝常勤の技術監督官)正六位上とある。翌月の「造大殿所解」に写経料の銭250文、紙20張を納めており、大般若経の写経にもかかわっている。
『続日本紀』巻第二十八によると、767年（神護景雲元年2月）称徳天皇の東大寺行幸に際して、同寺造営の功労者として国中連公麻呂らとともに昇叙され、
とある。『東大寺要録』には「大仏殿碑文」が引用され、それによると「伊賀国人大工従五位下」と記され、また従四位下で伊勢守兼東大寺領掌使に任じられたとある。